# Dark Floors
Dark Floors – The Lordi Motion Picture is een Finse horrorfilm uit 2008. De film is op 8 februari 2008 in première gegaan. De bandleden van Lordi speelden de monsters. Mr. Lordi heeft ook het script van de film zelf (samen met Peter Riski) gemaakt en heeft ook een nieuw lied voor de credits van de film geschreven. Tevens heeft Mr.Lordi het logo voor de film gemaakt.

## Verhaal
De vader van de autistische Sarah maakt zich zorgen over haar gezondheid. Hij ziet haar uit het ziekenhuis halen als zijn enige optie. Door een storing in de lift, komen ze hierin tijdelijk met enkele andere personen vast te zitten. Wanneer de deuren van de lift opengaan, is het ziekenhuis verlaten. Als ze vervolgens verminkte wezens met organen ontdekken, komen er wezens uit een donkere wereld in de aanval. Het leven van de hele groep blijkt afhankelijk van Sarah.

## Acteurs
- Skye Bennett: Sarah
- Noah Huntly: Ben
- Philip Bretherton: Walter
- William Hope: Jon
- Ronald Pickup: Tobias
- Leon Herbert: Rick
- Lordi: zichzelf
- Amen: zichzelf
- Kita: zichzelf
- Awa: zichzelf
- Ox: zichzelf

## Crew
- Regisseur: Pete Riski
- Script: Pekka Lehtosaari
- Idee verhaal: Mr. Lordi, Pete Riski
- Cinematografie: Jean-Noel Mustonen
- Set ontwerp: Tiina Anttila
- Kostuums: Tiina Anttila
- Make-up: Mari Vaalasranta
- Geluid: Jyrki Rahkonen
- Productie: Markus Selin
- Productie maatschappij: Solar Films / Nordisk Film